# Makamba
Makamba – miasto w Burundi; stolica prowincji Makamba; 21 tys. mieszkańców (2006). Przemysł spożywczy, włókienniczy.